# Любовь после полудня (фильм, 1972)
«Любовь после полудня» (фр. L'Amour l'après-midi) — фильм французского режиссёра Эрика Ромера, вышедший в прокат 1 сентября 1972 года.

## Сюжет
Шестой и последний фильм из цикла сказок с моралью. Действие происходит в Париже, в районе вокзала Сен-Лазар. Как и в предыдущих картинах, повествование ведется от первого лица. Нарратор — Фредерик Карреле, деловой человек, работающий в собственном агентстве с компаньоном Жераром и двумя молодыми секретаршами. Его жена Элен, преподаватель английского. В начале фильма у них новорожденная дочка, ближе к концу появляется сын.
Картина состоит из пролога и двух частей. В прологе Фредерик вполне доволен своим браком, молодые красивые женщины отныне вызывают у него лишь эстетический интерес, но в обеденный перерыв, после полудня в кафе, возникает легкое чувство неудовлетворенности от того, что жизнь проходит, и, будучи связан узами брака, он не может обладать всеми этими красавицами.
В своем воображении Фредерик становится обладателем волшебного приспособления, способного подавлять чужую волю, и без труда соблазняет всех понравившихся женщин — их играют актрисы трех предыдущих фильмов, и только одна из них решительно затыкает ему рот и уходит, оставляя в недоумении.
В первой части в контору Фредерика после полудня неожиданно приходит Хлое, независимая, ветреная особа и довольно опытная соблазнительница, не слишком красивая, но агрессивно-сексуальная, несколько лет назад разорившая и доведшая до попытки самоубийства одного из его приятелей. Она вернулась из Соединенных Штатов и ищет работу в Париже. Хлое начинает с Фредериком искусную игру с обольщением, то привлекая, то отталкивая, и постепенно разжигая в нём интерес, чему способствует то обстоятельство, что в разговорах с ней он может позволить гораздо большую откровенность, чем в общении с женой, отношения с которой более формальны и менее интимны, чем можно было бы ожидать от любящей пары. Первая часть заканчивается рождением второго ребенка.
Во второй части Фредерик находит Хлое работу в бутике готового платья. Она снимает комнату в мансарде в том же здании, и приятель несколько раз её там навещает после полудня. Хлое переводит игру в решительную фазу, с весьма двусмысленным видом заявляя Фредерику, что влюблена в него, хочет от него ребенка (только для себя), и убеждая изменять жене со всеми, кто ему нравится. Фредерик вполне созрел для морального падения, но в самый ответственный момент, начиная стягивать битловку, глядится в зеркало и вспоминает, что недавно точно также натягивал её на голову, чтобы посмешить дочку. Устыдившись, он тайком покидает жилище Хлое, и в расстроенных чувствах приходит домой, впервые не вечером, а после полудня, чтобы заняться любовью с женой, у которой во время объятий внезапно прорываются давно сдерживаемые рыдания.

## В ролях
- Бернар Верле — Фредерик Карреле
- Франсуаза Верле — Элен Карреле
- Зузу — Хлое
- Даниэль Чеккальди — Жерар, компаньон Фредерика
- Мальвина Пен — Фабьена, секретарша
- Бабетт Феррье — Мартина, секретарша
- Даниэль Мала — клиентка бутика готового платья
- Пьер Нунци — продавец бутика готового платья
- Тина Микелино — пассажирка поезда
- Жан-Луи Ливи — приятель Фредерика в кафе
- Сильвен Шарле — квартирная хозяйка
- Ирен Скоблин — продавщица бутика готового платья
- Фредерик Анде — мадам М., гостья у Карреле
- Клод-Жан Филипп — месье М., гость у Карреле
- Сьюзи Рэнделл — няня-англичанка
- Сильви Бадеско — студентка
- Клод Бертран — студент
- Франсуаза Фабиан — женщина в воображаемой сцене (из «Моей ночи у Мод»)
- Мари-Кристин Барро — женщина в воображаемой сцене (из «Моей ночи у Мод»)
- Хайде Политофф — женщина в воображаемой сцене (из «Коллекционерки»)
- Лоранс де Монаган — женщина в воображаемой сцене (из «Колена Клер»)
- Жерар Фальконетти — мужчина в воображаемой сцене (из «Колена Клер»)
- Аврора Корну — женщина в воображаемой сцене (из «Колена Клер»)
- Беатрис Роман — женщина в воображаемой сцене (из «Колена Клер»)

## О фильме
«Любовь после полудня» оказалась самым эротичным фильмом Ромера. На роль Хлое режиссёр пригласил Зузу — секс-символ для молодежи 1968 года. Выразительная сцена с Хлое после душа использовалась американскими прокатчиками в рекламной кампании фильма. Супружескую пару Фредерика и Элен играют супруги — Бернар и Франсуаза Верле.
В отличие от предыдущих пяти картин, сценарии которых в основном были написаны задолго до того, как режиссёр приступил к съемкам, сюжет последнего фильма Ромер придумал перед самыми съемками. Он развивается по общей схеме любовного треугольника, которая по-разному варьируется в шести сказках с моралью: нарратор, переполненный мужским самодовольством; объект желания, демонстрирующий слабость мужчины; и настоящая избранница. Герой фильма решает любовную коллизию подобно персонажу «Моей ночи у Мод», в духе моральных сентенций Паскаля, отказываясь от соблазна, ради сохранения чистой совести.
Роджер Эберт отмечает, что фильм снят с очень большим искусством и весьма изящен (в том числе и благодаря виртуозной работе Нестора Альмендроса), от Ромера «ничто не ускользает, и он тонко пользуется направлением взгляда, наклоном головы, рисунком губ для того, чтобы передавать удивительно сложные характеры». Относительно истинных целей Хлое, говорящей о любви и ребенке, глядя в глаза мужчине равнодушным, холодным и оценивающим взглядом, он предполагает, что женщина рассматривает Фредерика лишь как сложную задачу по соблазнению, решение которой повысит её самооценку. Во второй части закадровый комментарий нарратора исчезает, поскольку мужчина утрачивает контроль над ситуацией.
Эпизод с воображаемыми соблазнениями традиционно вызывает интерес у исследователей. Ничто прямо не указывает на то, что актрисы из предыдущих фильмов играют те же самые персонажи, но характеры им соответствуют: Мод — прямая, Франсуаза — спонтанная, Хайде — волевая, Аврора — профессионалка, Клер — жертва, и только Лора снова решительно отвергает домогательства, словно переходя в этот фильм из предыдущего.
Картина, выпущенная в американский прокат под названием «Хлое после полудня», в том же году получила премию Национального совета кинокритиков, как лучший иностранный фильм.
Американский комедийный ремейк, снятый Крисом Роком под названием «Кажется, я люблю свою жену», и представляющий собой вольное переложение оригинала, вышел в прокат в 2007 году.

## Комментарии
1. ↑  Что-то из прочитанной героем в 10-летнем возрасте книжки, вероятно, из Жюля Верна, прообраз будущей идеи «Зеленого луча» (White A. Love in the Afternoon: Marriage, Rohmer-Style (англ.). Criterion Collection (14 августа 2006). Дата обращения: 6 апреля 2016. Архивировано 4 октября 2015 года.)
2. ↑  С тяжелым, «людоедским» подбородком и взглядом, в котором есть что-то от рептилии (White A. Love in the Afternoon: Marriage, Rohmer-Style (англ.). Criterion Collection (14 августа 2006). Дата обращения: 6 апреля 2016. Архивировано 4 октября 2015 года.)